# ربیعه برنان
ربیعه برنان (به عربی: ربیعة برنان) یک روستا در سوریه است که در ناحیه سنجار واقع شده‌است. ربیعه برنان ۲۱۳ نفر جمعیت دارد.